# Jason Moran (musicista)
Jason Moran (Houston, 21 gennaio 1975) è un pianista e compositore statunitense.

## Discografia
Come leader
- 1998 - Soundtrack to Human Motion - Blue Note
- 2000 - Facing Left - Blue Note
- 2001 - Black Stars - Blue Note
- 2002 - Modernistic - Blue Note
- 2003 - The Bandwagon: Live at the Village Vanguard - Blue Note
- 2005 - Same Mother - Blue Note
- 2006 - Artist in Residence - Blue Note
- 2010 - Ten - Blue Note
- 2014 - All Rise: A Joyful Elegy for Fats Waller - Blue Note
- 2016 - The Armory Concert - Yes
- 2016 - Thanksgiving at The Vanguard - Yes
- 2016 - Bangs - Yes
- 2017 - Mass {Howl, Eon} - Yes
- 2017 - Looks of a Lot - Yes
- 2017 - Music for Joan Jonas - Yes
- 2021 - The Sound Will Tell You - Yes
- 2022 - From the Dancehall to the Battlefield - Yes
- 2023 - Refract - Red Hook

Come collaboratore (lista parziale)
- 1997 - Further Ado (Greg Osby)
- 1998 - Friendly Fire (Greg Osby)
- 1998 - Zero (Greg Osby)
- 1998 - A Cloud of Red Dust (Stefon Harris)
- 1998 - Banned in New York (Greg Osby)
- 1999 - The Sonic Language of Myth - Believing, Learning, Knowing (con Steve Coleman & Five Elements)
- 2000 - New Directions (Greg Osby)
- 2001 - Symbols of Light (A Solution) (Greg Osby)
- 2002 - Inner Circle (Greg Osby)
- 2004 - Ivey-Divey (con Don Byron)
- 2006 - Another Place (con Bunky Green)
- 2007 - Rabo de nube (Charles Lloyd)
- 2007 - Architect of the Silent Moment (Scott Colley)
- 2008 - Loverly (Cassandra Wilson)
- 2010 - Mirror (Charles Lloyd)
- 2011 - Athens Concert (Charles Lloyd)
- 2013 - Hagar's Song (Charles Lloyd)
- 2013 - Baida (Ralph Alessi)